# 네네 (1981년)
안데르송 루이즈 드 카르발류(포르투갈어: Anderson Luiz de Carvalho, 1981년 7월 19일 ~ )은 흔히 네네(포르투갈어: Nenê)로 잘 알려진 브라질의 축구 선수이다. 현재 바스쿠 다 가마 소속이며, 포지션은 윙어이다.